# Гайгер, Кристина
Кристина Гайгер (нем. Christina Geiger; 6 февраля 1990, Оберстдорф, Бавария, ФРГ) — немецкая горнолыжница, участница Олимпийских игр 2010, 2014 и 2018 годов, призёр одного этапа Кубка мира. Специализируется в слаломе.
В Кубке мира Гайгер дебютировала в 2008 году, в декабре 2010 года первый, и пока единственный раз попала в тройку лучших на этапе Кубка мира, в слаломе. Кроме подиума на сегодняшний момент имеет 24 попадания в десятку лучших на этапах Кубка мира, 20 раз в слаломе и 4 раза в параллельном слаломе. Лучшим достижением Гайгер в общем зачёте Кубка мира является 39-е место в сезоне 2009/10.
На Олимпиаде-2010 в Ванкувере заняла 14-е место в слаломе. На Олимпийских играх 2014 года была дисквалифицирована в первой попытке слалома, на Играх 2018 года не сумела финишировать во второй попытке.
За свою карьеру участвовала в четырёх чемпионатах мира. Лучшее достижение — 4-е место в командном первенстве в 2019 году.
Использует лыжи и ботинки производства фирмы Rossignol.